# Antonine Maillet
Antonine Maillet (ur. 10 maja 1929 w Bouctouche w Nowym Brunszwiku, zm. 17 lutego 2025 w Montrealu) – kanadyjska pisarka, tworząca w języku francuskim. Z pochodzenia Akadianka.
Ukończyła studia na Université de Moncton. W 1970 uzyskała tytuł doktora literatury na Uniwersytecie Laval.
W 1972 otrzymała nagrodę Governor General's Award, a w 1979 Nagrodę Goncourtów.

## Dzieła
- Pointe-aux-Coques – 1958
- On a mangé la dune – 1962
- Les Crasseux – 1968
- La Sagouine – 1971
- Rabelais et les traditions populaires en Acadie – 1971
- Don l'Orignal – 1972 (Governor General's Award for Fiction)
- Par derrière chez mon père – 1972
- Gapi et Sullivan – 1973
- Mariaagélas – 1973
- Gapi – 1976
- La Veuve enragée – 1977
- Les Cordes-de-bois – 1977
- Le Bourgeois Gentleman – 1978
- Pélagie la Charette – 1979 (Nagroda Goncourtów)
- La Contrebandière – 1981
- Les Drolatiques, Horrifiques et Épouvantables Aventures de Panurge, ami de Pantagruel – 1981
- Crache à pic – 1984
- Garrochés en paradis – 1986
- Le Huitième Jour – 1986
- Margot la folle – 1987
- L'Oursiade – 1990
- William S. – 1991
- Les Confessions de Jeanne de Valois – 1992
- La Nuit des rois – 1993
- La Fontaine ou la Comédie des animaux – 1995
- Le Chemin Saint-Jacques – 1996
- L'Île-aux-Puces – 1996
- Chronique d'une sorcière de vent – 1999
- Madame Perfecta – 2002